# Nuoto ai Giochi della XXV Olimpiade - 100 metri stile libero femminili
Hanno partecipato alle batterie di qualificazione 48 atlete: le prime 8 si sono qualificate per la finale A, le successive 8 invece si sono qualificate per la finale B.

## Finale A
26 luglio 1992
| Posizione | Atleta                | Paese       | Tempo    |
| --------- | --------------------- | ----------- | -------- |
|           | Zhuang Yong           | Cina        | 54.64 RO |
|           | Jenny Thompson        | Stati Uniti | 54.84    |
|           | Franziska van Almsick | Germania    | 54.94    |
| 4         | Nicole Haislett       | Stati Uniti | 55.19    |
| 5         | Catherine Plewinski   | Francia     | 55.72    |
| 6         | Jingyi Le             | Cina        | 55.89    |
| 7         | Simone Osygus         | Germania    | 55.93    |
| 8         | Karin Brienesse       | Paesi Bassi | 56.59    |

## Finale B
| Posizione | Atleta            | Paese             | Tempo |
| --------- | ----------------- | ----------------- | ----- |
| 9         | Suzu Chiba        | Giappone          | 55.97 |
| 10        | Luminita Dobrescu | Romania           | 56.17 |
| 11        | Elena Shugina     | Squadra Unificata | 56.19 |
| 12        | Gitta Jensen      | Danimarca         | 56.59 |
| 13        | Mildred Muis      | Paesi Bassi       | 56.64 |
| 14        | Evgenia Ermakova  | Squadra Unificata | 56.66 |
| 15        | Susie O'Neill     | Australia         | 56.68 |
| 16        | Andrea Nugent     | Canada            | 56.91 |

## Batterie di qualificazione
- Q = Qualificate per la finale A
- q = qualificate per la finale B

| Posizione | Atleta                | Paese                   | Tempo      |
| --------- | --------------------- | ----------------------- | ---------- |
| 1         | Jenny Thompson        | Stati Uniti             | 54.69 RO Q |
| 2         | Franziska van Almisck | Germania                | 55.40 Q    |
| 3         | Catherine Plewinski   | Francia                 | 55.44 Q    |
| 4         | Nicole Haislett       | Stati Uniti             | 55.69 Q    |
| 5         | Zhuang Yong           | Cina                    | 55.78 Q    |
| 6         | Jingyi Le             | Cina                    | 55.87 Q    |
| 7         | Karin Brienesse       | Paesi Bassi             | 55.98 Q    |
| 8         | Simone Osygus         | Germania                | 55.98 Q    |
| 9         | Suzu Chiba            | Giappone                | 56.26 q    |
| 10        | Elena Shugina         | Squadra Unificata       | 56.31 q    |
| 11        | Luminita Dobrescu     | Romania                 | 56.45 q    |
| 12        | Gitta Jensen          | Danimarca               | 56.47 q    |
| 13        | Susie O'Neill         | Australia               | 56.58 q    |
| 14        | Mildred Muis          | Paesi Bassi             | 56.67 q    |
| 15        | Evgenia Ermakova      | Squadra Unificata       | 56.67 q    |
| 16        | Andrea Nugent         | Canada                  | 56.82 q    |
| 17        | Karen Pickering       | Regno Unito             | 57.17      |
| 18        | Martina Moravcová     | Cecoslovacchia          | 57.19      |
| 19        | Eva Nyberg            | Svezia                  | 57.36      |
| 20        | Marianne Kriel        | Sudafrica               | 57.50      |
| 21        | Claudia Franco        | Spagna                  | 57.57      |
| 22        | Ayaka Nakano          | Giappone                | 57.71      |
| 23        | Ellenor Svensson      | Svezia                  | 58.03      |
| 24        | Minna Salmela         | Finlandia               | 58.04      |
| 25        | Allison Higson        | Canada                  | 58.47      |
| 26        | Natalia Pulido        | Spagna                  | 58.54      |
| 27        | Mette Nielsen         | Danimarca               | 58.67      |
| 28        | Karen van Wirdum      | Australia               | 58.75      |
| 29        | Toni Jeffs            | Nuova Zelanda           | 58.80      |
| 30        | Rania Ellwani         | Egitto                  | 58.82      |
| 31        | Alison Sheppard       | Regno Unito             | 58.83      |
| 32        | Diana Ureche          | Romania                 | 58.83      |
| 33        | Wei Ling Yeo          | Singapore               | 58.93      |
| 34        | Gillian Thomson       | Filippine               | 59.02      |
| 35        | Monica Dahl           | Namibia                 | 59.05      |
| 36        | Ilaria Sciorelli      | Italia                  | 59.11      |
| 37        | Robyn Lamsam          | Hong Kong               | 59.26      |
| 38        | Marja Paivinen        | Finlandia               | 59.46      |
| 39        | Shelley Cramer        | Isole Vergini Americane | 59.99      |
| 40        | Helga Sigurdardottir  | Islanda                 | 1:00.29    |
| 41        | Ana Alegria           | Portogallo              | 1:00.35    |
| 42        | Joshua Ikhaghomi      | Nigeria                 | 1:00.72    |
| 43        | Ratiporn Wong         | Thailandia              | 1:00.85    |
| 44        | Corinne Leclair       | Mauritius               | 1:00.95    |
| 45        | Sharon Pickering      | Figi                    | 1:01.42    |
| 46        | Ana Fortin            | Honduras                | 1:01.50    |
| 47        | Paola Penarrieta      | Bolivia                 | 1:04.08    |
| 48        | Elsa Vicente          | Angola                  | 1:05.45    |